# برو إيفوليوشن سوكر 4
برو إيفوليوشن سوكر 4 (بالإنجليزية: Pro Evolution Soccer 4)‏ ، وتسمى في اليابان ورلد سوكر: وينينغ إليفن 8 (World Soccer: Winning Eleven 8) ، وتسمى في الإصدار الشمال الأمريكي وينينغ إليفن 8 إنترناشيونال (World Soccer: Winning Eleven 8 International) ، وهي رابع إصدار من شركة كونامي في سلسلة ألعاب برو إفولوشن سوكر وهي أول إصدار في إكس بوكس الأصلية , في غلاف اللعبة تظهر صورة اللاعب الفرنسي تيري هينري و صورة اللاعب الإيطالي فرانشيسكو توتي مع الحكم الإيطالي بييرلويجي كولينا.

## وصلة خارجية
- World Soccer: Winning Eleven 8 International على موبي غيمز